# Nowy Dwór (sielsowiet Nowy Dwór)
Nowy Dwór (biał. Новы Двор, ros. Новый Двор) – agromiasteczko na Białorusi, w obwodzie mińskim, w rejonie mińskim, w sielsowiecie Nowy Dwór, którego jest siedzibą, nad Świsłoczą.
W czasach Rzeczypospolitej ziemie te leżały w województwie mińskim. Odpadły od Polski w wyniku II rozbioru. W granicach Rosji wieś należała do ujezdu mińskiego w guberni mińskiej. Ponownie pod polską administracją w latach 1919–1920 w okręgu mińskim Zarządu Cywilnego Ziem Wschodnich. Po Traktacie ryskim w składzie ZSRR.

## Dwór
- Dwór rodziny Bunghenów. W skład zespołu dworskiego wchodzi murowany, piętrowy budynek dworski, zabudowania dla służby i brama. Do 1989 roku budynek użytkowany był przez kołchoz, a następnie do 1994 roku był nieużytkowany. Po tym okresie budynek przebudowano na cerkiew prawosławną św. Michała Archanioła.